# Porte des Lilas metróállomás
A Porte des Lilas egy metróállomás Franciaországban, Párizsban a párizsi metró 3bis és 11-es metróvonalán. Tulajdonosa és üzemeltetője a RATP.

## Metróvonalak
Az állomást az alábbi metróvonalak érintik:
- 3bis metróvonal
- 11-es metróvonal

## Kapcsolódó állomások
A metróállomáshoz az alábbi állomások vannak a legközelebb:
- Saint-Fargeau (Gambetta, 3bis metróvonal)
- Télégraphe (Châtelet, 11-es metróvonal)
- Mairie des Lilas (Rosny-Bois-Perrier, 11-es metróvonal)

## Irodalom

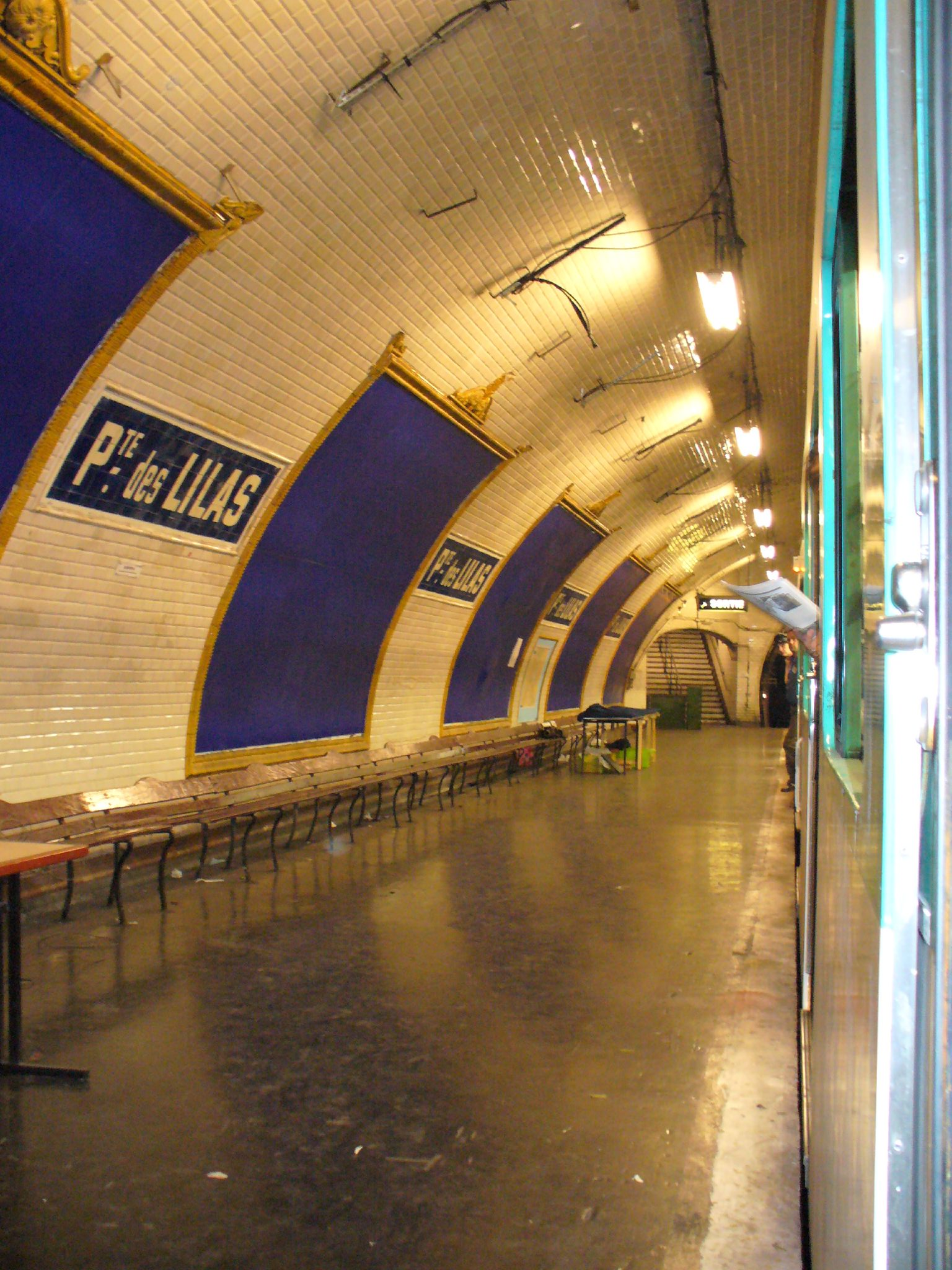
Porte des Lilas-cinéma az egyik nem használt állomása